# Laţīfī
Laţīfī (persiska: لطیفی) är en ort i Iran.   Den ligger i provinsen Fars, i den södra delen av landet, 900 km söder om huvudstaden Teheran. Laţīfī ligger 802 meter över havet och antalet invånare är 5 731.
Terrängen runt Laţīfī är kuperad åt nordost, men åt sydväst är den platt. Runt Laţīfī är det glesbefolkat, med 15 invånare per kvadratkilometer. Närmaste större samhälle är Khowr, 6,4 km sydväst om Laţīfī. Trakten runt Laţīfī är ofruktbar med lite eller ingen växtlighet.